# International Correspondence Chess Federation
La Federación Internacional de Ajedrez por Correspondencia (en inglés International Correspondence Chess Federation, ICCF) fue fundada el 26 de marzo de 1951 como una nueva apariencia de la ICCA (Asociación Internacional de Ajedrez por Correspondencia, en inglés, International Correspondence Chess Association), que fue fundada el 2 de diciembre de 1945, como sucesora de la IFSB (Internationaler Fernschachbund), fundada el 2 de diciembre de 1928.

## Ajedrez por correspondencia
El ajedrez por correspondencia es una variante del ajedrez jugada entre pueblos, clubs de ajedrez y/o individuos, en situaciones en las que los oponentes no están situados cara a cara. Los medios para comunicar movimientos son:
- Mensajeros.
- Envíos postales.
- Transmisión electrónica como correo electrónico y servidores web. http://www.iccf-webchess.com/

En el pasado, el ajedrez postal fue la manera de juego más común en la ICCF.
En muchos deportes solo se puede jugar regularmente en un torneo internacional si eres un jugador de élite nacional. Uno de los atractivos del ajedrez por correspondencia (si se juega en la versión correo electrónico o postal) es que se puede jugar a nivel internacional, incluso aunque se esté empezando a jugar este tipo de juego por primera vez.

## Antes de la ICCF
Algunas fuentes dicen que el ajedrez por correspondencia ya se jugaba en el siglo XII. Muchos historiadores del ajedrez dudan si esto es verdad. En el siglo XIX, clubs de ajedrez y revistas empezaron a organizar torneos más regulares, nacionales e internacionales. Finalmente, en 1928 se fundó la primera liga internacional (IFSB). Alexander Alekhine, Paul Keres y Max Euwe han sido famosos entusiastas del ajedrez por correspondencia durante algunos periodos de su carrera ajedrecística.

## Miembros actuales
ICCF, el sucesor actual de la IFSB, es un federación de miembros organizadores nacionales. En este momento hay en todo el mundo más de 60 federaciones nacionales con más de 100.000 individuos en conjunto que juegan al ajedrez por correspondencia. Muchos de ellos juegan varias partidas simultáneamente. Algunos de ellos juegan más de 100 partidas a la vez. Muchos jugadores fuertes piensan que 15 partidas por correspondencia al mismo tiempo es el límite superior.

## Presidentes
- [1]
- 1951-1953: Jean Louis Ormond ( Suiza, 1894-1986),
- 1953-1959: Anders Elgesem ( Noruega, 1888-1968),
- 1960-1987: Hans Werner von Massow ( Alemania, 1912-1988),
- 1988-1996: Henk Mostert ( Países Bajos, 1925-2002),
- 1997-2003: Alan Borwell ( Escocia, 1937),
- 2003-2004: Josef Mrkvicka ( República Checa, 1951),
- 2005-2009: Mohamed Samraoui ( Argelia, 1953),
- 2009-....: Eric Ruch ( Francia, 1961)

## Torneos
Utilizando su propia notación independiente del lenguaje, la ICCF organiza todo tipo de torneos: individuales y por equipos, normas y torneos de promoción (desde torneos abiertos hasta torneos para maestros). Ambos en versiones postal y por correo electrónico.
Casi los mismos tipo de torneos también existen dentro de las 3 zonas en las que la ICCF está dividida: Europa, Mundo (América/Pacífico) y África/Asia.
La ICCF coopera de cerca con la principal organización del ajedrez internacional, la FIDE. Todos los títulos, campeonatos y clasificaciones de la ICCF son reconocidos por la FIDE.

### Campeonatos del Mundo
Desde 1950 hasta ahora se han organizado 32 finales del Campeonato del Mundo.  El actual campeón mundial es Jon Edwards (USA). Todos sus predecesores también eran personalidades del ajedrez:  
| N.º | Año       | Campeón Mundial                               | País                             |
| --- | --------- | --------------------------------------------- | -------------------------------- |
| 01. | 1950-1953 | Cecil Purdy                                   | Australia                        |
| 02. | 1956-1959 | Viacheslav Ragozin                            | Unión Soviética                  |
| 03. | 1959-1962 | Alberic O'Kelly                               | Bélgica                          |
| 04. | 1962-1965 | Vladimir Zagorovsky                           | Unión Soviética                  |
| 05. | 1965-1968 | Hans Berliner                                 | Estados Unidos                   |
| 06. | 1968-1971 | Horst Rittner                                 | República Democrática Alemana    |
| 07. | 1972-1976 | Jacob Estrin                                  | Unión Soviética                  |
| 08. | 1975-1980 | Jorn Sloth                                    | Dinamarca                        |
| 09. | 1977-1983 | Tӧnu Ӧim                                      | Unión Soviética                  |
| 10. | 1978-1984 | Vytas Palciauskas                             | Estados Unidos                   |
| 11. | 1983-1989 | Fritz Baumbach                                | República Democrática Alemana    |
| 12. | 1984-1991 | Grigory Sanakoev                              | Unión Soviética                  |
| 13. | 1989-1998 | Mikhail Umansky                               | Unión Soviética                  |
| 14. | 1994-2000 | Tӧnu Ӧim                                      | Estonia                          |
| 15. | 1996-2002 | Gert Timmerman                                | Países Bajos                     |
| 16. | 1999-2004 | Tunc Hamarat                                  | Austria                          |
| 17. | 2002-2007 | Ivar Bern                                     | Noruega                          |
| 18. | 2003-2005 | Joop van Oosterom                             | Países Bajos                     |
| 19. | 2004-2007 | Christophe Léotard                            | Francia                          |
| 20. | 2004-2011 | Pertti Lehikoinen                             | Finlandia                        |
| 21. | 2005-2008 | Joop van Oosterom                             | Países Bajos                     |
| 22. | 2007-2011 | Alexander Dronov                              | Rusia                            |
| 23. | 2007-2010 | Ulrich Stephan                                | Alemania                         |
| 24. | 2009-2011 | Marjan Semri                                  | Eslovenia                        |
| 25. | 2009-2013 | Fabio Finocchiaro                             | Italia                           |
| 26. | 2010-2014 | Ron Langeveld                                 | Países Bajos                     |
| 27. | 2011-2014 | Alexander Dronov                              | Rusia                            |
| 28. | 2013-2016 | Leonardo Ljubicic                             | Croacia                          |
| 29. | 2015-2018 | Alexander Dronov                              | Rusia                            |
| 30. | 2017-2019 | Andrey Kochemasov                             | Rusia                            |
| 31. | 2019-2022 | Fabian Stanach, Christian Muck, Ron Langeveld | Polonia · Austria · Países Bajos |
| 32. | 2020-2022 | Jon Edwards                                   | Estados Unidos                   |

### Campeonatos del Mundo (femenino)
Desde 1968  se han organizado 12 finales del Campeonato del Mundo femenino. ICCF ha dispuesto discontinuar este torneo.  La última campeona mundial es Irina Perevertkina (Rusia).  La precedieron: 
| N.º | Año       | Campeona Mundial   | País            |
| --- | --------- | ------------------ | --------------- |
| 01. | 1968-1972 | Olga Rubtsova      | Unión Soviética |
| 02. | 1972-1977 | Lora Yakokleva     | Unión Soviética |
| 03. | 1978-1984 | Luba Kristol       | Israel          |
| 04. | 1984-1992 | Ludmila Belavenets | Unión Soviética |
| 05. | 1993-1998 | Luba Kristol       | Israel          |
| 06. | 2000-2005 | Alessandra Riegler | Italia          |
| 07. | 2002-2006 | Olga Sukhareva     | Rusia           |
| 08. | 2007-2010 | Olga Sukhareva     | Rusia           |
| 09. | 2011-2014 | Irina Perevertkina | Rusia           |
| 10. | 2014-2017 | Irina Perevertkina | Rusia           |
| 11. | 2017-2020 | Irina Perevertkina | Rusia           |
| 12. | 2020-2023 | Irina Perevertkina | Rusia           |

### Copa Mundial ICCF
Es un torneo abierto a los ajedrecistas de todo el mundo sin distinción de categorías, edad ni sexo.  Creada en 1968, se han organizado 21 Copas Mundiales.  La última la ganó el alemán Matthias Gleichmann; las anteriores quedaron en manos de:
| N.º | Año       | Campeón                             | País                          | Ref    |
| --- | --------- | ----------------------------------- | ----------------------------- | ------ |
| 01  | 1973-1977 | Karl Maeder                         | República Democrática Alemana | [ 2 ]  |
| 02  | 1977-1983 | Gennadi Nesis                       | Unión Soviética               | [ 3 ]  |
| 03  | 1981-1986 | Nikolai Rabinovich                  | Unión Soviética               | [ 4 ]  |
| 04  | 1984-1989 | Albert Popov                        | Unión Soviética               | [ 5 ]  |
| 5A  | 1987-1994 | Alexandr Frolov                     | Ucrania                       | [ 6 ]  |
| 5B  | 1987-1994 | Gert Timmerman                      | Países Bajos                  | [ 7 ]  |
| 06  | 1994-1999 | Olita Rause                         | Letonia                       | [ 8 ]  |
| 07  | 1994-2001 | Alexei Lepikhov                     | Ucrania                       | [ 9 ]  |
| 08  | 1998-2002 | Horst Staudler                      | Alemania                      | [ 10 ] |
| 09  | 1998-2001 | Edgar Prang                         | Alemania                      | [ 11 ] |
| 10  | 2001-2004 | Frank Schröder                      | Alemania                      | [ 12 ] |
| 11  | 2008-2011 | Reinhardt Moll                      | Alemania                      | [ 13 ] |
| 12  | 2005-2007 | Reinhardt Moll (correo electrónico) | Alemania                      | [ 14 ] |
| 12  | 2009-2013 | Matthias Gleichmann (postal)        | Alemania                      | [ 15 ] |
| 13  | 2009-2012 | Reinhardt Moll                      | Alemania                      | [ 16 ] |
| 14  | 2009-2012 | Reinhardt Moll                      | Alemania                      | [ 17 ] |
| 15  | 2012-2015 | Klemen Sivic                        | Eslovenia                     | [ 18 ] |
| 16  | 2013-2016 | Uwe Nogga                           | Alemania                      | [ 19 ] |
| 17  | 2014-2017 | Matthias Gleichmann                 | Alemania                      | [ 20 ] |
| 18  | 2015-2019 | Reinhard Moll y Stefan Ulbig        | Alemania                      | [ 21 ] |
| 19  | 2014-2016 | Thomas Herfuth                      | Alemania                      | [ 22 ] |
| 20  | 2017-2020 | Sergey Kishkin                      | Rusia                         | [ 23 ] |
| 21  | 2019-2021 | Matthias Gleichmann                 | Alemania                      | [ 24 ] |

### Olimpíadas por equipos masculinos
Desde 1949 hasta el presente se han organizado 21 finales.   Cada equipo está formado por seis jugadores.  El actual campeón es Alemania ( Mathias Kribben, Stephan Busemann, Hans Wunderlich Robert Bauer, Robert Weizsäcker y Roland del Rio).  Es la octava vez que Alemania gana la competencia.  Las anteriores fueron: XI (compartida), XII, XIII, XIV, XVII, XVIII y XX; superando la cantidad lograda por la Unión Soviética (III, IV, VI, VII, VIII y X).
Los vencedores de las distintas competencias fueron:
| N.º | Años      | Oro                       | Plata                         | Bronce                        |
| --- | --------- | ------------------------- | ----------------------------- | ----------------------------- |
| 01. | 1949-1952 | Hungría                   | Checoslovaquia                | Suecia                        |
| 02. | 1952-1955 | Checoslovaquia            | Suecia                        | Alemania                      |
| 03. | 1958-1961 | Unión Soviética           | Hungría                       | Yugoslavia                    |
| 04. | 1962-1964 | Unión Soviética           | República Democrática Alemana | Suecia                        |
| 05. | 1965-1968 | Checoslovaquia            | Unión Soviética               | Alemania Occidental           |
| 06. | 1968-1972 | Unión Soviética           | Checoslovaquia                | República Democrática Alemana |
| 07. | 1972-1976 | Unión Soviética           | Bulgaria                      | Reino Unido                   |
| 08. | 1977-1982 | Unión Soviética           | Hungría                       | Reino Unido                   |
| 09. | 1982-1987 | Reino Unido               | Alemania Occidental           | Unión Soviética               |
| 10. | 1987-1995 | Unión Soviética           | Inglaterra                    | República Democrática Alemana |
| 11. | 1992-1999 | Checoslovaquia · Alemania |                               | Canadá · Escocia              |
| 12. | 1998-2004 | Alemania                  | Lituania                      | Letonia                       |
| 13. | 2004-2009 | Alemania                  | República Checa               | Polonia                       |
| 14. | 2002-2006 | Alemania                  | Lituania                      | Estados Unidos                |
| 15. | 2006-2009 | Noruega                   | Alemania                      | Holanda                       |
| 16. | 2010-2016 | República Checa           | Alemania                      | Francia                       |
| 17. | 2009-2012 | Alemania                  | España                        | Italia                        |
| 18. | 2012-2016 | Alemania                  | Eslovenia                     | España                        |
| 19. | 2016-2021 | Bulgaria                  | Alemania                      | República Checa · Polonia     |
| 20. | 2016-2019 | Alemania                  | Rusia                         | España                        |
| 21. | 2020-2023 | Alemania                  | Luxemburgo                    | Estados Unidos                |

### Olimpíadas por equipos femeninos
Desde 1974 hasta ahora se han organizado 10 finales.  Cada equipo está integrado por cuatro jugadoras.  El último campeón es Alemania (Svetlana Kloster, Barbara Boltz, Kristin Achatz e Irene Neuburger). ICCF resolvió discontinuar este torneo.
| N.º | Años      | Oro             | Plata               | Bronce          |
| --- | --------- | --------------- | ------------------- | --------------- |
| 01. | 1974-1979 | Unión Soviética | Alemania Occidental | Checoslovaquia  |
| 02. | 1980-1986 | Unión Soviética | Checoslovaquia      | Yugoslavia      |
| 03. | 1986-1992 | Unión Soviética | Checoslovaquia      | Hungría         |
| 04. | 1992-1997 | República Checa | Rusia               | Polonia         |
| 05. | 1997-2003 | Rusia           | Alemania            | República Checa |
| 06. | 2003-2006 | Lituania        | Alemania            | Italia          |
| 07. | 2007-2009 | Eslovenia       | Lituania            | Alemania        |
| 08. | 2008-2010 | Polonia         | Bulgaria            | Italia          |
| 09. | 2011-2014 | Rusia           | Lituania            | Alemania        |
| 10. | 2015-2017 | Alemania        | Lituania            | Rusia           |